# Карл-Еріван Гауб
Карл-Еріван Вандер Гауб (нім. Karl-Erivan Wander Haub; нар. 5 березня 1960 — зник 7 квітня 2018) — німецький підприємець, мільярдер. Власник холдингу «Tengelmann Group».

## Біографія
Народився 5 березня 1960 року у місті Такома штат Вашингтон. Син підприємця Ерівана Гауба. У 1978—1983 роках навчався в Університеті Санкт-Галлена. Після закінчення працював у компанії Nestle. У 1986 році перевівся у McKinsey & Company у Дюссельдорфі. У 1991 році долучився до сімейного бізнесу, а після відставки батька у 2000 році, очолив холдинг «Tengelmann Group».
Карл-Еріван Гауб захоплювався активними видами спорту. Він брав участь у марафонах, займався гірськолижним спортом. 7 квітня 2018 року під час катання на лижах у селищі Церматт у Швейцарії , зник безвісти. Пошуки результатів не дали.
У травні 2021 Окружний суд Кельна офіційно оголосив його мертвим, офіційно вказавши часом смерті північ 7 квітня 2018.